# 미켈 응가되응가쥐
미켈 응가되응가쥐(프랑스어: Michael Ngadeu-Ngadjui, 1990년 11월 23일 ~ )는 카메룬의 축구 선수로 현재 중국 슈퍼리그의 베이징 궈안과 카메룬 국가대표팀에서 센터백으로 활약하고 있다.

## 구단 경력
응가되응가쥐는 카농 야운데와 함께 유소년 시절 훈련을 받았다. 카메룬에서 졸업한 후, 그는 독일에서 토목 공학을 공부하기 위해 독일어를 배우는데 6개월을 보냈다. 독일에 있는 동안, 그는 SV 잔트하우젠 II와 1. FC 뉘른베르크 II에서 뛰었고, 2014년에 루마니아 클럽인 보토샤니로 이적하여 결국 주장 완장을 찼다.

### 슬라비아 프라하
2016년 여름, 그는 스타우아 부쿠레슈티 이적설에도 불구하고, 슬라비아 프라하로 50만 유로의 이적료를 지불했다.
2017년 아프리카 네이션스컵에서 복귀한 그는 2017년 2월 25일, 8-1로 이긴 프르지브람 원정 경기에서 슬라비아 프라하에서 시니어 경력 중 유일한 해트트릭을 기록했다. 2018년 5월 9일, 그는 슬라비아 프라하가 야블로네츠와의 2017-18 체코컵 결승전에서 승리를 거두면서 출전했다.
2019년 1월, 응가되응가쥐가 런던으로 날아가 메디컬 테스트를 통과한 후, 프리미어리그의 풀럼으로 450만 유로의 이적료가 막판에 무산되었다.
그는 2018-19 시즌에 다시 한번 8강으로 끝난 슬라비아의 유로파리그 캠페인과 1942년 이후 처음으로 국내 더블을 획득한 국내에서 크게 활약했다. 2018-19 체코 1부 리그 시즌 말, 그는 리그 최고의 수비수로 뽑혔다.

### 헨트
2019년 7월, 응가되응가쥐는 벨기에의 헨트로 이적하였다.

## 국가대표팀 경력
응가되응가쥐는 2-0으로 이긴 감비아와의 2017년 아프리카 네이션스컵 예선 전에서 카메룬 국가대표팀 데뷔 전을 치렀다. 그는 카메룬의 승리한 2017년 아프리카 네이션스컵 경기의 매분마다 출전해 2골을 넣었다. 그는 최종적으로 아프리카 축구 연맹의 토너먼트 팀에서 3명의 수비수 중 한 명으로 임명되었다. 그는 2017년 FIFA 컨페더레이션스컵에서 카메룬 국가대표로 조별 리그 3경기에 모두 출전했다.
2018년 9월, 그는 새로운 감독 클라렌스 세이도르프가 코모로와의 2019년 아프리카 네이션스컵 예선 첫 경기의 주장으로 임명되었다. 그는 2019년과 2021년 아프리카 네이션스컵에 참가했고, 후자의 3위 플레이오프를 제외하고 두 토너먼트에서 매 분마다 경기를 했다. 그러나 그는 2022년 FIFA 월드컵 카메룬 선수단에 포함되지 않았다.